# Privativa
La privativa, in diritto, è una disposizione che dà dei privilegi a determinati produttori o artefici in cambio della loro opera.

## Storia
Le leggi privative erano particolarmente frequenti durante il medioevo in paesi come l'Italia, ma esistono privative tuttora, soprattutto nel campo del diritto industriale (associate spesso ai monopoli).
Con le privative, assimilabili a diritti di esclusiva, si riconoscevano ad alcune classi di artefici particolari privilegi (stato di monopolio o oligopolio, talvolta associate a esenzioni, sovvenzioni, ecc.), affinché essi non esportassero le loro conoscenze tecniche in altri luoghi, permettendo alla città o alla regione in questione di ottenere una supremazia tecnica e commerciale in alcuni settori di eccellenza. In alcune città le privative erano rivolte solo a esperti provenienti da fuori, affinché essi instaurassero botteghe e officine per praticare il loro mestiere
Nel medioevo le categorie più esposte a privative erano quelle dei lavori tessili di pregio, del vetro, dell'oreficeria, talvolta di discipline artistiche. Il rovescio della medaglia era che spesso erano previste pesantissime sanzioni per chi lasciava la città anche se spesso, per le produzioni d'eccellenza, c'era sempre qualche altro luogo pronto ad accogliere a braccia aperte questa manodopera altamente specializzata e redditizia.
Attraverso una storia delle privative si evince che spesso queste sono introdotte quando una tecnica è stata adottata in una città o quando essa ha raggiunto un livello di eccellenza tale da venire tutelata. Per esempio verso la metà del Trecento un gruppo di artefici dell'industria serica fuggì da Lucca, a causa di persecuzioni nelle lotte politiche, rifugiandosi a Firenze dove impiantarono la prestigiosa lavorazione e ricevettero privative per il loro operato.
Lo scambio di artefici coperti da privative era un privilegio che solo in rarissimi casi veniva concesso tra grandi città e per scopi di prestigio: per esempio tra Firenze e Venezia nel XIV secolo vi fu uno scambio di addetti gli uni esperti dell'arte tessile, gli altri di quella del vetro.
In epoca moderna invece la privativa diviene sinonimo di diritto al monopolio (spesso attraverso lo sfruttamento di una proprietà intellettuale quale ad esempio un marchio o un brevetto). 

## Terminologia
In passato privativa era anche sinonimo di tabaccheria.